# Roxette
Roxette est un groupe de pop rock suédois, originaire d'Halmstad. Il comprend Marie Fredriksson (chant, claviers) et Per Gessle (chant, guitare). Formé en 1986, le duo atteint le succès international à la fin des années 1980 avec la sortie de l'album Look Sharp!. L'album suivant, Joyride, publié en 1991, dépasse le succès de son prédécesseur. Roxette s'est classé 19 fois dans les 40 premiers du UK Singles Chart, et a atteint 4 fois le sommet du Billboard Hot 100 avec les chansons The Look, Listen to Your Heart, It Must Have Been Love, et Joyride.

## Biographie

### Années 1980–1990
Le groupe, constitué de Marie Fredriksson et Per Gessle, débute en 1986 avec le single Neverending Love. L'album Pearls of Passion sort la même année. En octobre 1988, l'album Look Sharp leur permet de connaître le succès mondial avec notamment le single Listen to Your Heart et ils sont classés dans le hit parade de 24 pays.
En Suède, Dressed for Success et Listen to Your Heart sont les deux premiers singles de leur deuxième album Look Sharp!, Per Gessle et EMI Suède ayant préféré mettre en avant la voix de Marie Fredriksson. Les deux singles atteignent le top 10 des charts suédois, tandis que l'album, sorti en octobre 1988 en Suède, reste 14 semaines premier des charts. L'album permet au groupe de remporter son premier prix Rockbjörnen et Per Gessle son premier Grammis dans la catégorie de meilleur compositeur,.
Alors que le troisième single de Look Sharp!, The Look, devient un autre succès au top 10 dans leur pays, Roxette reste toujours méconnu à l'international. Ce n'est que durant ses études en Suède qu'un étudiant de Minneapolis, Dean Cushman, a entendu The Look et amené un exemplaire de Look Sharp! chez lui en 1988. Il donne l'album à une chaine de radio locale américaine, KDWB 101.3 FM. La chaine joue The Look et, bien accueilli par les auditeurs, s'étend rapidement vers les autres chaines de radio,,.
The Look (1989), It Must Have Been Love (1990, l'un des thèmes de Pretty Woman), Joyride (1991) sont leurs plus grands succès. Leur première tournée Join the Joyride attire 1,5 million de spectateurs pour un total de 107 concerts. En 1994, l'album Crash! Boom! Bang! est un succès en Europe et au Japon mais pas aux États-Unis où une compilation Favorites se vend néanmoins à un million d'exemplaires. Parallèlement au succès du groupe, Per Gessle et Marie Fredriksson font une carrière solo. En 1995, la compilation Don't Bore Us, Get to the Chorus! réalise de bonnes ventes au Royaume-Uni et dans le reste de l'Europe mais le succès des albums suivants Have a Nice Day (1999) n'est pas au rendez-vous.

### Années 2000–2010
Room Service sort en 2001 et est limité à l'Europe continentale. En 2002, Marie Fredriksson est opérée d'une tumeur au cerveau, le groupe fait alors une pause. Ce n'est que dix ans plus tard que Roxette reprend son activité avec la sortie de trois nouveaux albums, Charm School (2011), Travelling (2012) et Good Karma (2016).
En 2006, le duo totalise 50 millions d'albums et 20 millions de singles vendus depuis le début de sa carrière. Avec ABBA, Ace of Base, The Cardigans, Europe et HammerFall, Roxette est l'un des groupes suédois les plus célèbres. En 1996, Marie Fredriksson enregistre d'ailleurs un duo avec Anni-Frid Lyngstad Alla mina bästa år sur l'album Djupa Andetag.
Le 18 avril 2016, en raison de la récidive de la maladie de Marie Fredriksson, le producteur du groupe annonce l'annulation des concerts de la tournée XxX (30e anniversaire) et l'arrêt définitif de tous concerts à venir. Marie Fredriksson meurt le 9 décembre 2019.

## Discographie

### Albums studio
- 1986 : Pearls of Passion
- 1988 : Look Sharp!
- 1991 : Joyride
- 1992 : Tourism
- 1994 : Crash! Boom! Bang!
- 1996 : Baladas En Español
- 1999 : Have a Nice Day
- 2001 : Room Service
- 2011 : Charm School
- 2012 : Travelling
- 2016 : Good Karma

### Albums live
- 2011 : Charm School Deluxe Edition
- 2013 : Roxette Live Travelling the World

### Compilations / Rééditions
- 1987 : Dance Passion - The Remix Album
- 1994 : Favourites from Crash! Boom! Bang! (US)
- 1995 : Don't Bore Us, Get to the Chorus! Roxette's Greatest Hits
- 1995 : Rarities
- 2000 : Greatest Hits! (US)
- 2002 : The Ballad Hits
- 2003 : The Pop Hits
- 2006 : Roxette Hits
- 2006 : The Rox Box / Roxette 86-06
- 2015 : XXX: The 30 Biggest Hits
- 2018 : Look Sharp! (Edition 30ème anniversaire : CD Original + CD Bonus 20 titres)
- 2020 : Bag of Trix: Music From The Roxette Vaults (Coffret 3CD inclus démos, versions alternatives, versions espagnoles, et inédits période 1986-2016)
- 2021 : Joyride (Edition 30ème anniversaire : CD Original + 2 CD Bonus 30 titres)

## Vidéographie
- 1989 - Roxette - Sweden Live!
- 1989 - Look Sharp Live!
- 1991 - The Videos
- 1991 - Live in Syndey
- 1992 - Live-Ism
- 1995 - Don't Bore Us, Get to the Chorus! - Roxette's Greatest Video Hits
- 1996 - Crash! Boom! Live! - The Johannesburg Concert
- 2001 - All Videos Ever Made and More
- 2003 - Ballad abd Pop Hits - The Complete Video Collection
- 2013 - Roxette Live Travelling the World
- 2016 - Roxette Diaries by Marie Fredriksson